# Baltra
Baltra és una de les illes que componen l'arxipèlag de les illes Galàpagos. Té una superfície de 27 km² i una altitud màxima de 100 metres. El principal aeroport de l'arxipèlag és aquí i va ser construït durant la Segona Guerra Mundial per la Marina dels Estats Units, amb l'objectiu de servir de base per a patrulles aèries sobre el Canal de Panamà. En aquesta illa es van reintroduir iguanes terrestres després que aquesta espècie nativa fou totalment eliminada pels soldats de la base que van estar-hi aquarterats.

## Referències

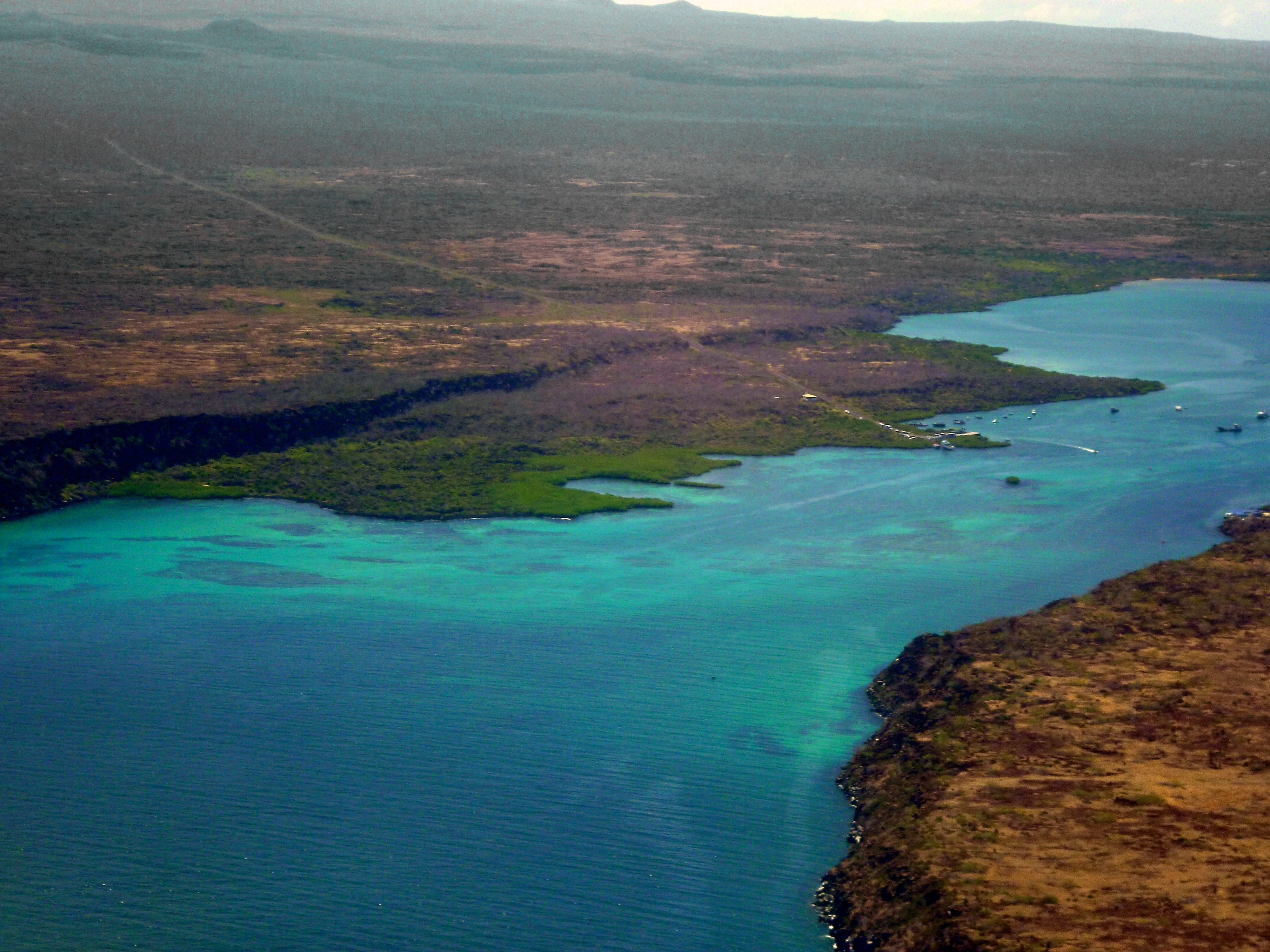
Illa Baltra està a la dreta, a l'esquerra és Illa Santa Creu i al centre és Canal de Itabaca.

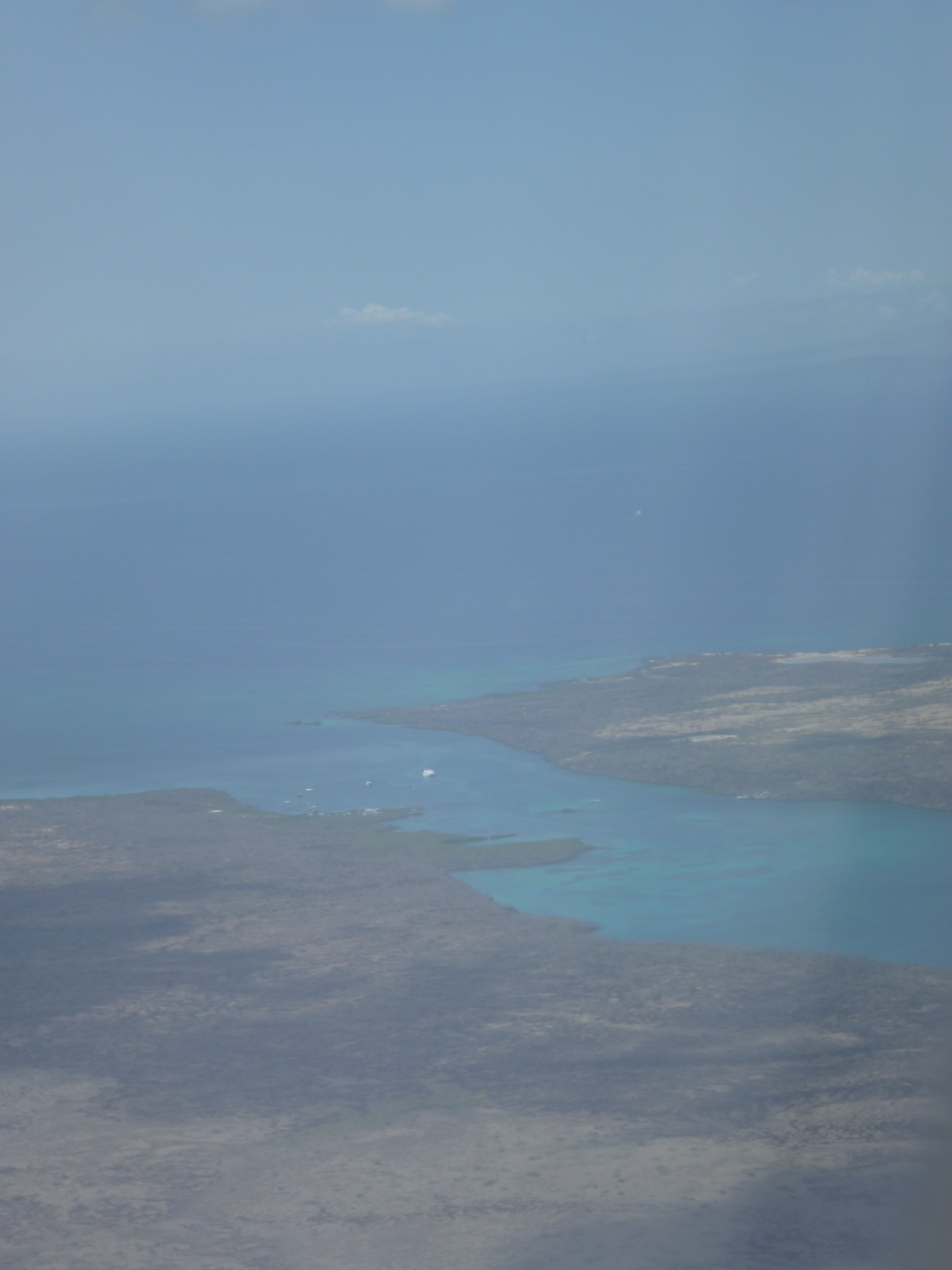
Illa Baltra està a la dreta, a l'esquerra és illa Santa Cruz i al centre és Canal de Itabaca